# Molí de vent de la Serra de Montserè
Molí de vent de la Serra de Montserè és una obra de Cervera (Segarra) protegida com a Bé Cultural d'Interès Local.

## Descripció
Restes de molí. Edifici de planta circular en la part més alta d'una elevació al costat del Montseré. Les parets són de pedra i la coberta de teula àrab, avui ja destruïda. Les obertures, porta i una finestra tenen les llindes i brancals de pedra escairada. A diferència dels altres molins catalogats, moguts per alguna per aigua, aquest aprofitava el vent com a força motriu.
(Text procedent del POUM)